# Lasioglossum izawsum
Lasioglossum izawsum är en biart som först beskrevs av Jason Gibbs 2011. Den ingår i släktet smalbin och familjen vägbin. Arten finns endast i nordöstra USA.

## Beskrivning
Huvud och mellankropp är blå till blågröna med brunaktiga antenner och bruna ben med fötter som är rödbruna hos honan, gulaktiga hos hanen. Behåringen är gles och vitaktig. Huvudet är påtagligt brett hos honan, nästan runt hos hanen. Arten är liten, med en kroppslängd på 4,2 till 4,5 mm och en framvingelängd på 3,2 till 3,3 mm hos honan; motsvarande mått hos hanen är omkring 4 mm respektive drygt 3 mm.

## Utbredning
Arten finns endast, sällsynt, i Massachusetts och Pennsylvania i USA.

## Ekologi
Arten antas vara en kleptoparasit som lägger sina ägg i andra smalbins bon, vars ägg eller larv dödas, så att den egna larven fritt kan leva av det insamlade matförrådet. Trolig värdart är den nära släktingen Lasioglossum katherineae.

## Etymologi
Artnamnet är avsett som en vits. Auktorn, Jason Gibbs, konstaterar själv: "The specific epithet is treated as a noun in apposition", "[art]epitetet skall betraktas som apposition [till Lasioglossum]". Hela artnamnet skall alltså förstås som "Lasioglossum is awesome", "Lasioglossum är vördnadsbjudande".